# Савой (фільм)
Савой (рос. Савой) — радянський художній фільм 1990 року, знятий режисером Михайом Аветіковим.

## Сюжет
Тридцятирічний москвич, рядовий інженер НДІ, Сергій Гусєв був викрадений з потяга невідомими по дорозі в службове відрядження і виявився підневільним працівником на соляних копальнях в одній із середньоазійських республік.
Несподівано для себе, йому — простому інженеру, довелося зі зброєю в руках, боротися за власне життя в боротьбі з сучасними работоргівцями, кримінальними угрупованнями і корумпованою міліцією. У цій боротьбі у нього з'являються нові друзі.

## У ролях
- Володимир Стеклов — Сергій Олександрович Гусєв
- Сейдулла Молдаханов — Хамід-воїн
- Ігор Чулков — колоніст
- Анна Портна — Марта
- Юлія Рутберг — дружина Сергія
- Ахмед Джиран — Довран
- Герман Нурханов — Турді Меркасімовіч
- Леонід Курнишев — Микола Федосійович
- Іван Бірюков — Льоня
- Семен Аранбаев — Джабар
- Світлана Ладижкіна — врятована
- Павло Сиротін — ст. сержант міліції
- Вадим Померанцев — ст. лейтенант міліції

## Знімальна група
- Сценарісти : Петро Луцік, Олексій Саморядов
- Режисер : Михайло Аветіков
- Оператор : Євген Корженков
- Композитор : Борис Ричков
- Художник : Світлана Тітова